# Suvorovka (ort)
Suvorovka (azerbajdzjanska: Hacırüstəmli) är en ort i Azerbajdzjan.   Den ligger i distriktet İmişli Rayonu, i den sydöstra delen av landet, 170 km sydväst om huvudstaden Baku. Suvorovka ligger 7 meter över havet och antalet invånare är 1 159.
Terrängen runt Suvorovka är platt. Närmaste större samhälle är Pervoye Maya, 17,4 km väster om Suvorovka. 
Trakten runt Suvorovka består till största delen av jordbruksmark. Runt Suvorovka är det ganska glesbefolkat, med 48 invånare per kvadratkilometer.